# Стропско
Стропско је насељено место града Врања у Пчињском округу. Према попису из 2022. било је 168 становника (према попису из 1991. било је 153 становника).

## Демографија
У насељу Стропско живи 137 пунолетних становника, а просечна старост становништва износи 38,7 година (39,6 код мушкараца и 37,7 код жена). У насељу има 53 домаћинства, а просечан број чланова по домаћинству је 3,51.
Ово насеље је великим делом насељено Србима (према попису из 2002. године), а у последња три пописа, примећен је пораст у броју становника.
|  |

| Демографија | Демографија | Демографија |
| Година      | Становника  | Становника  |
| ----------- | ----------- | ----------- |
| 1948.       | 225         |             |
| 1953.       | 221         |             |
| 1961.       | 224         |             |
| 1971.       | 177         |             |
| 1981.       | 136         |             |
| 1991.       | 153         | 153         |
| 2002.       | 186         | 187         |

| Етнички састав према попису из 2002.‍ | Етнички састав према попису из 2002.‍ | Етнички састав према попису из 2002.‍ | Етнички састав према попису из 2002.‍ | Етнички састав према попису из 2002.‍ |
| ------------------------------------ | ------------------------------------ | ------------------------------------ | ------------------------------------ | ------------------------------------ |
|                                      |                                      |                                      |                                      |                                      |
| Срби                                 | Срби                                 |                                      | 183                                  | 98,38%                               |
| Бугари                               | Бугари                               |                                      | 2                                    | 1,07%                                |
| Хрвати                               | Хрвати                               |                                      | 1                                    | 0,53%                                |
| непознато                            | непознато                            |                                      | 0                                    | 0,0%                                 |

| Година пописа     | 1948. | 1953. | 1961. | 1971. | 1981. | 1991. | 2002. |
| ----------------- | ----- | ----- | ----- | ----- | ----- | ----- | ----- |
| Број домаћинстава | 33    | 35    | 42    | 40    | 36    | 46    | 53    |

| Број чланова      | 1 | 2  | 3 | 4  | 5 | 6 | 7 | 8 | 9 | 10 и више | Просек |
| ----------------- | - | -- | - | -- | - | - | - | - | - | --------- | ------ |
| Број домаћинстава | 7 | 13 | 9 | 12 | 4 | 5 | 2 | 0 | 0 | 1         | 3,51   |

| Пол    | Укупно | Неожењен/Неудата | Ожењен/Удата | Удовац/Удовица | Разведен/Разведена | Непознато |
| ------ | ------ | ---------------- | ------------ | -------------- | ------------------ | --------- |
| Мушки  | 75     | 13               | 56           | 6              | 0                  | 0         |
| Женски | 69     | 8                | 54           | 7              | 0                  | 0         |
| УКУПНО | 144    | 21               | 110          | 13             | 0                  | 0         |

| Пол    | Укупно                    | Пољопривреда, лов и шумарство | Рибарство                            | Вађење руде и камена | Прерађивачка индустрија       |
| ------ | ------------------------- | ----------------------------- | ------------------------------------ | -------------------- | ----------------------------- |
| Мушки  | 34                        | 11                            | 0                                    | 0                    | 10                            |
| Женски | 30                        | 9                             | 0                                    | 0                    | 12                            |
| УКУПНО | 64                        | 20                            | 0                                    | 0                    | 22                            |
| Пол    | Производња и снабдевање   | Грађевинарство                | Трговина                             | Хотели и ресторани   | Саобраћај, складиштење и везе |
| Мушки  | 0                         | 1                             | 4                                    | 1                    | 3                             |
| Женски | 0                         | 1                             | 2                                    | 0                    | 1                             |
| УКУПНО | 0                         | 2                             | 6                                    | 1                    | 4                             |
| Пол    | Финансијско посредовање   | Некретнине                    | Државна управа и одбрана             | Образовање           | Здравствени и социјални рад   |
| Мушки  | 0                         | 0                             | 0                                    | 0                    | 1                             |
| Женски | 0                         | 0                             | 0                                    | 0                    | 0                             |
| УКУПНО | 0                         | 0                             | 0                                    | 0                    | 1                             |
| Пол    | Остале услужне активности | Приватна домаћинства          | Екстериторијалне организације и тела | Непознато            | Непознато                     |
| Мушки  | 0                         | 0                             | 0                                    | 3                    | 3                             |
| Женски | 0                         | 0                             | 0                                    | 5                    | 5                             |
| УКУПНО | 0                         | 0                             | 0                                    | 8                    | 8                             |